# 泊みなと橋

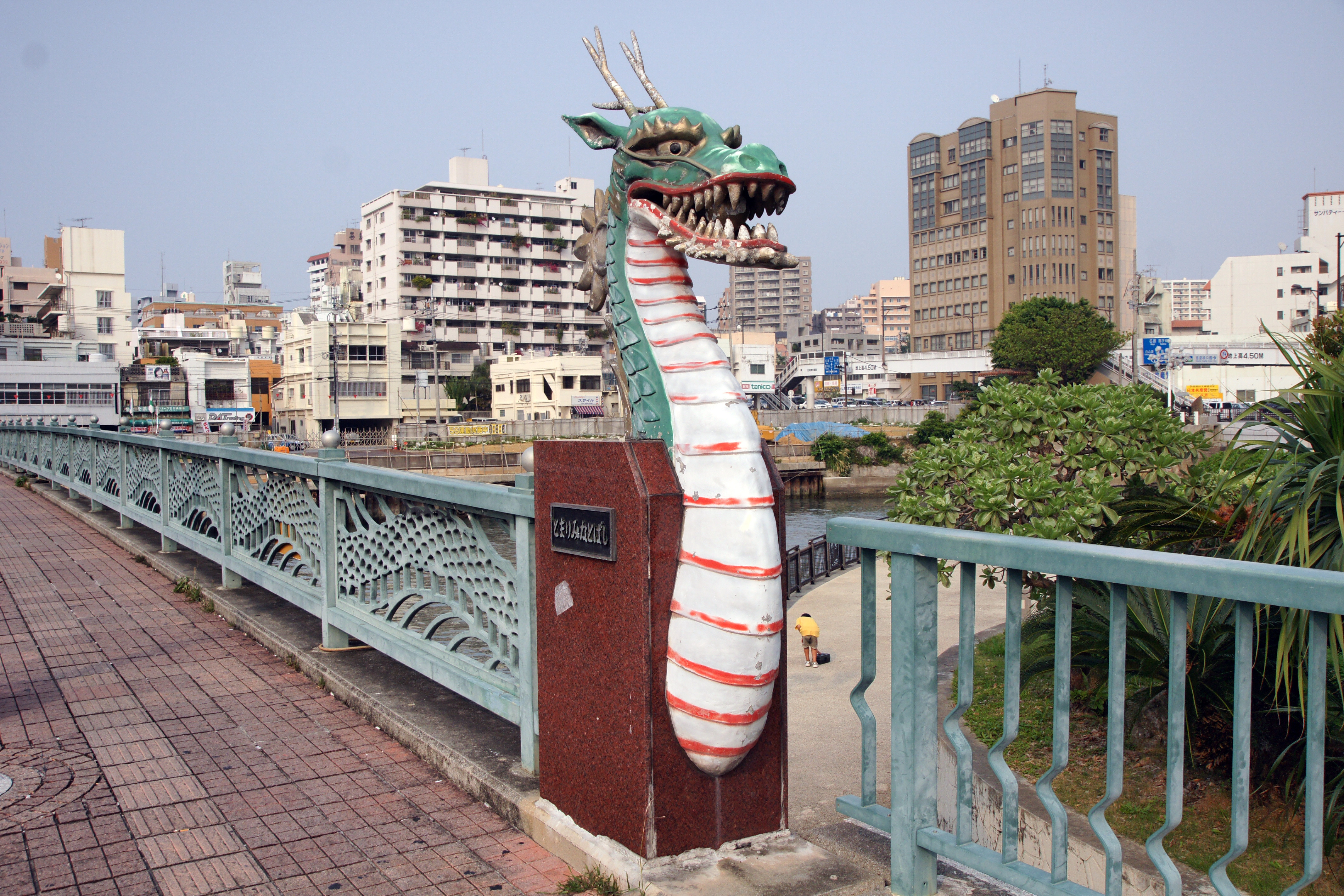
欄干（泊みなと橋）

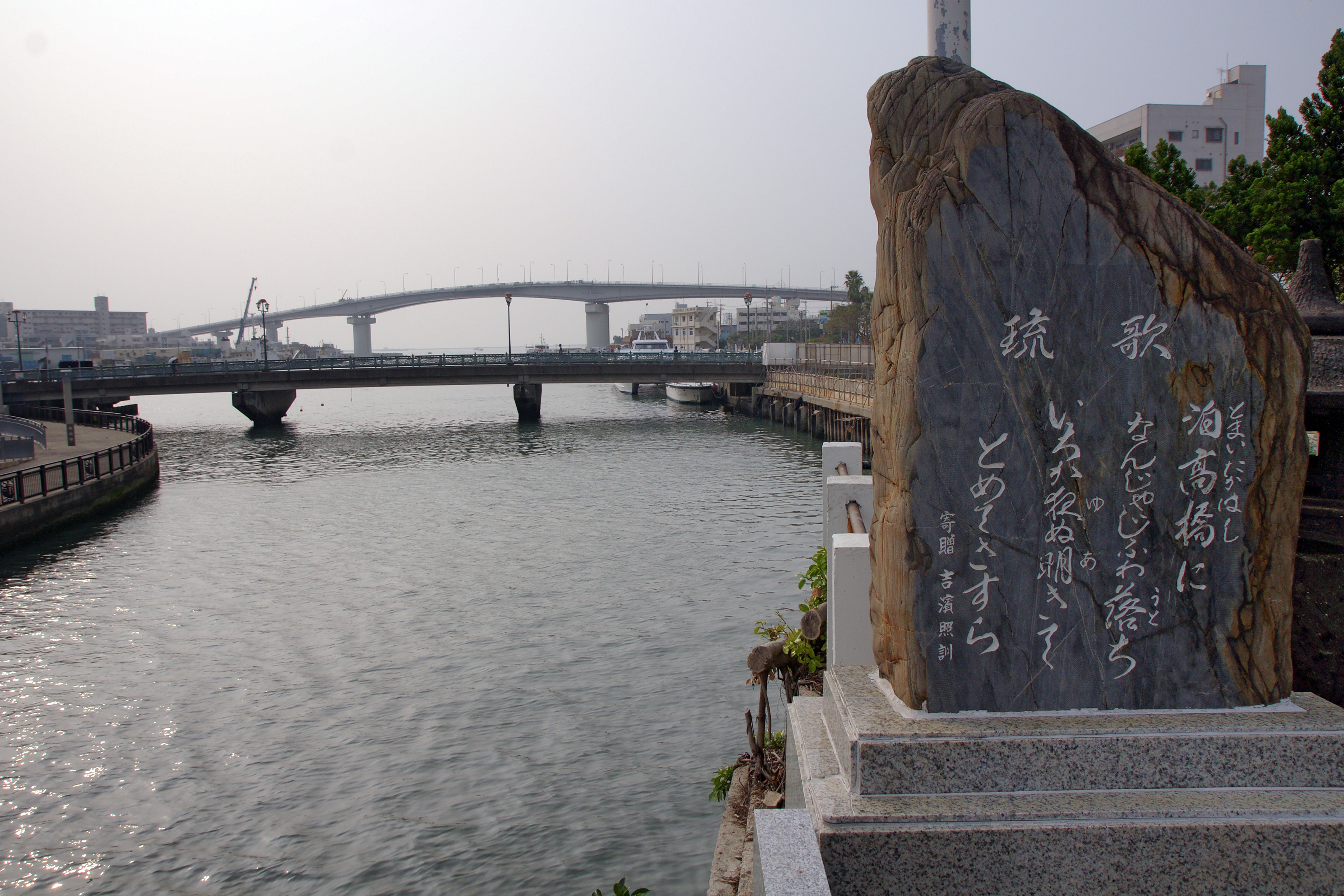
泊高橋から泊みなと橋を望む

泊みなと橋（とまりみなとばし）は、沖縄県那覇市の泊ふ頭内にある橋である。
ほぼ平行して国道58号が通っており、泊高橋交差点の渋滞を回避するため、交通量が比較的多い道路である。しかし、深夜から早朝にかけては泊ふ頭の北岸ゲート(泊3丁目側)が閉鎖されるため通り抜けできない。
また泊みなと橋が正式名称だが「リュウ橋」と呼ばれることもある。

## 周辺情報
- 泊橋
- 泊高橋
- 泊大橋
- 那覇港（泊埠頭）
- とまりん

| スタブアイコン | サブスタブ | この項目は、まだ閲覧者の調べものの参照としては役立たない、沖縄県に関連した書きかけの項目です。この項目を加筆・訂正などしてくださる協力者を求めています（P:日本の都道府県/沖縄県）。 |